# Гравюра
Гравю́ра (фр. gravure) або рити́на — вид графічного мистецтва, створення тиражованих зображень шляхом контрастного друку з рельєфних поверхонь або через трафарет. Кожен відбиток з друкарської форми вважається авторським твором.

## Походження терміна
Французьке gravure утворене від дієслова graver («вирізати», «створювати рельєф»), яке походить від нід. graven («рити», «копати»), спорідненого з прасл. *grebti, укр. гребти.
Слово ритина пов'язане з прасл. *ryti («рити», «копати», «різьбити»). Засвідчене д.-рус. рытия — зі здогадним значенням «ліпна робота».

## Виконання

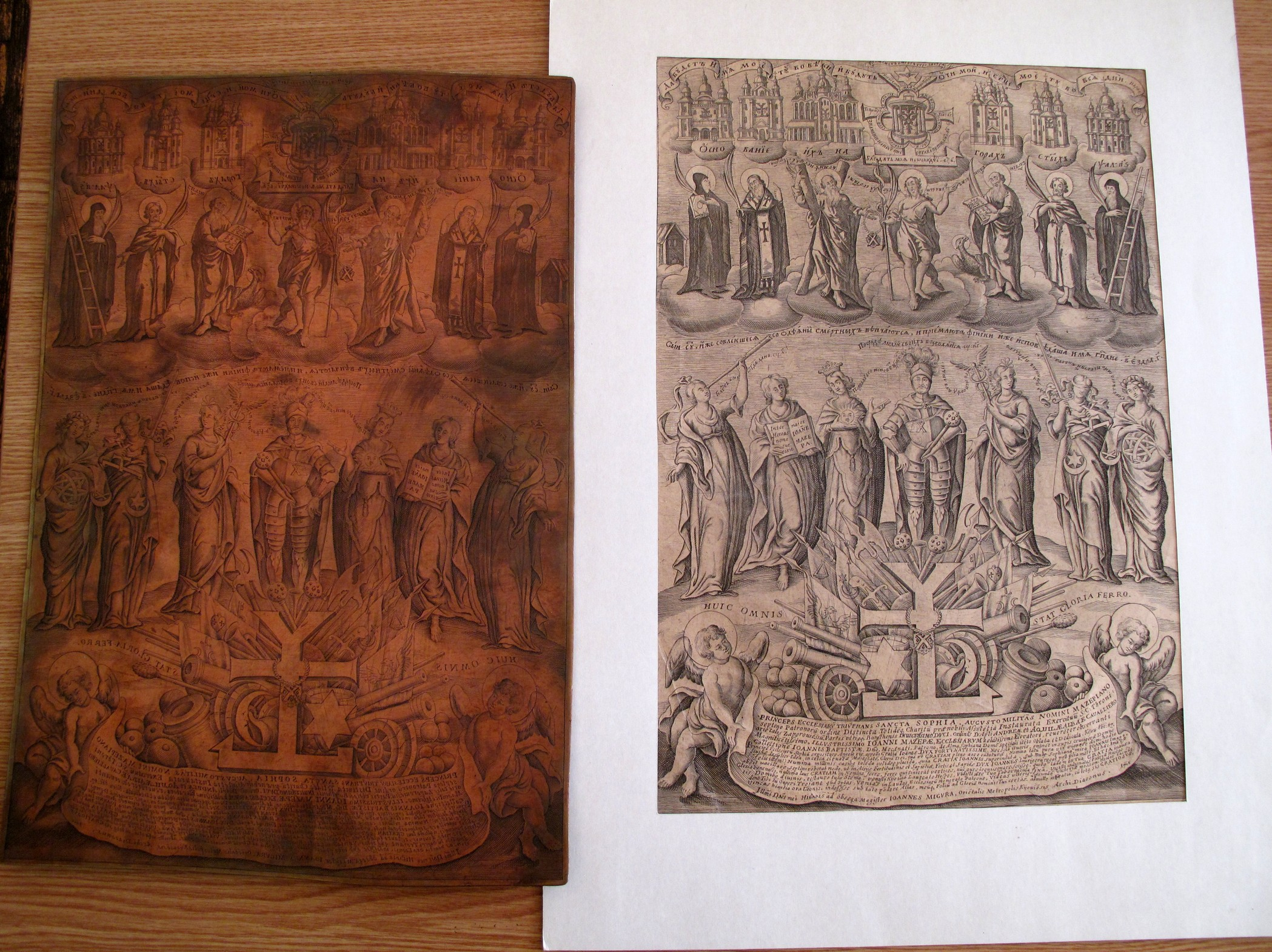
Мідна гравірувальна дошка та її відбиток

Гравюрою називається техніка створення відбитку на плоскій поверхні та сам відбиток. На дошці (друкарській формі, кліше) з дерева, металу, каменю чи інший зручних для різьблення матеріалів спершу створюється зображення за допомогою різця. За технікою виконання гравюри поділяються на опуклі (високий друк) і заглиблені (глибокий друк). Залежно від матеріалу кліше — на літографію (якщо кліше з каменю чи металу), ксилографію (дерево), лінорит (лінолеум). На металі зображення може також витравлюватися кислотою; ділянки, які потрібно зберегти, попередньо покриваються жирною тушшю. Ця техніка називається офорт. Інша техніка під назвою мецо-тинто полягає в створенні шорсткої пластини, на якій зони, що не повинні давати відбиток, вирівнюються; шорсткі зони утримують фарбу.
Вирізьблене зображення вкривається фарбою та притискається до паперу, лишаючи на ньому відбиток. Головна перевага гравюри, порівняно з ручним рисунком — це можливість робити багато копій-відтисків. Поєднуючи декілька кліше, вкритих різними фарбами, можна створювати різнокольорові зображення.
За призначенням гравюри поділяють на станкові (естамп), які є самостійними творами і книжкові, що розміщуються на сторінках. Якщо гравюра є авторським твором, її називають оригінальною. Якщо вона відтворює чужу роботу — її називають репродукційною.

## Історія

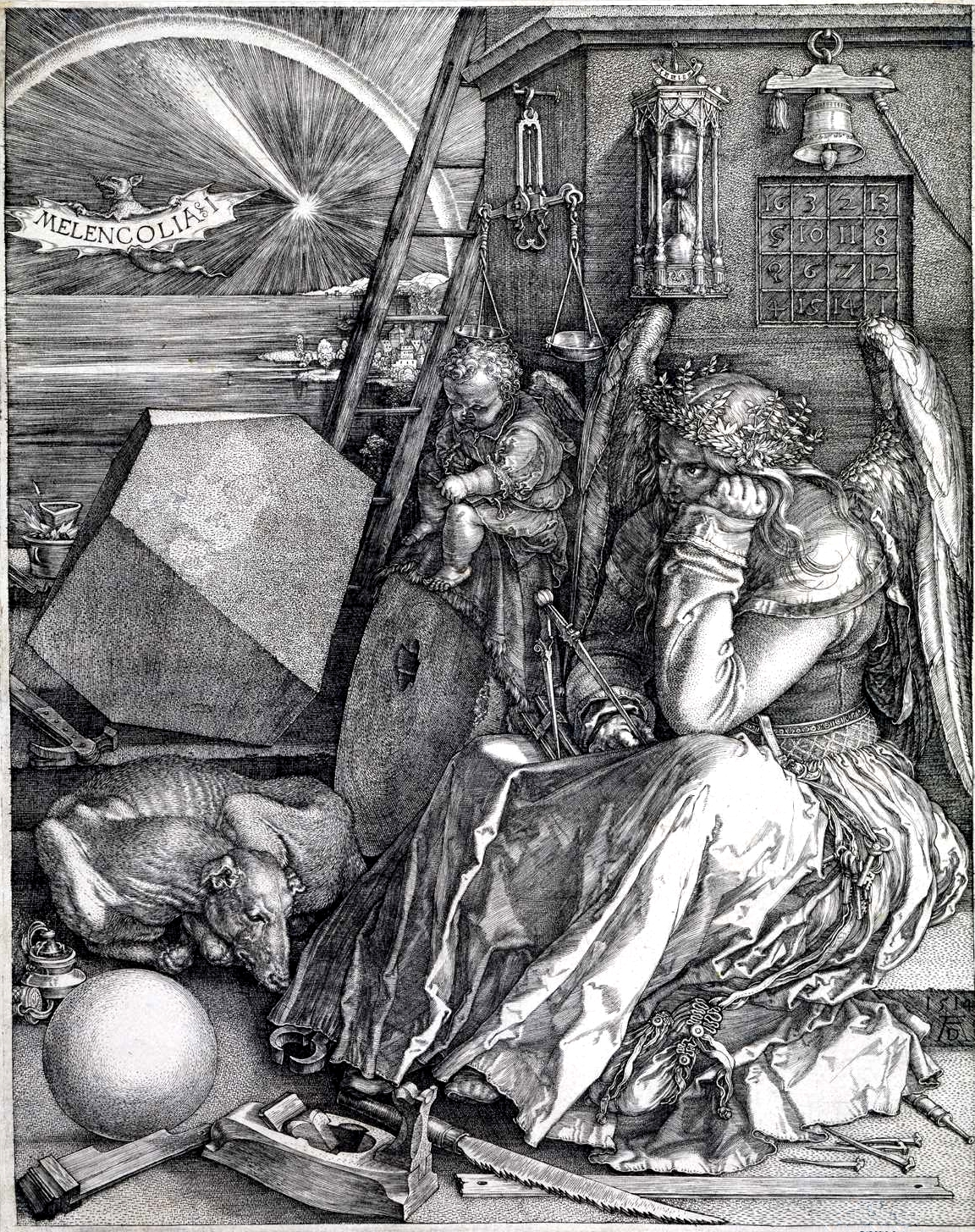
«Меланхолія», гравюра Альбрехта Дюрера, 1514 р.

Гравюра як різновид мистецтва виникла досить пізно у порівнянні з іншими різновидами мистецтв. Її попередниками були набійки — друкування кольорових візерунків на тканинах за допомогою різьблених дерев'яних дошок, вкритих фарбою.
Художня гравюра розвинулась у Німеччині протягом 1430-х років із техніки, яку використовували майстри для роботи з позолотою. Для копіювання дрібних відбитків на папір використовували мідні форми. Серед видатних практиків цього методу були Альбрехт Дюрер, перший гравер-портретист; Мартін Шонгауер відомий своїми гравюрами на міді, Ганс Бальдунг-Ґрін, гравер відьом і магічних сюжетів, Альбрехт Альтдорфер, відомий своїми пейзажними гравюрами, голландський друкар Лукас ван Лейден і фламандський гравер Гендрік Гольціус.
В Італії граверами були Маркантоніо Раймонді та флорентійський ювелір Мазо Фінігерра, який сильно вплинув на Антоніо Поллайоло, і Андреа Мантенья, як і Людовіко Карраччі, який разом з Аннібале Карраччі і своїм братом Агостіно Карраччі заснував Болонську школу живопису.
У Франції відомими граверами були Жан Дюве та Етьєн Делон.
Серед провідних європейських граверів XVII ст.: Міхаель Лесне, Роберт Нантойль, винахідник мецо-тинто Людвіг фон Зіген, Пітер Пауль Рубенс, його учень Антоні ван Дейк і Рембрандт. Пізніше свою техніку штрихування представив французький художник Клод Меллан.
До середини XIX ст. століття гравюра набула поширення як спосіб відтворення художніх образів на папері, а також виконання ілюстрацій для книг і журналів.
З винаходом набагато легшої техніки офорту гравюра поступово занепала, хоча багато художників і граверів (наприклад, Рембрандт) використовували поєднання обох.
У XX ст. гравюра на мідних пластинах була відроджена як вид мистецтва Йозефом Гехтом і Стенлі Вільямом Гейтером. Деякі художники та креслярі продовжили створювати гравюри, як Маурісіо Ласанскі та Габор Петерді.

## Гравюра в українському мистецтві

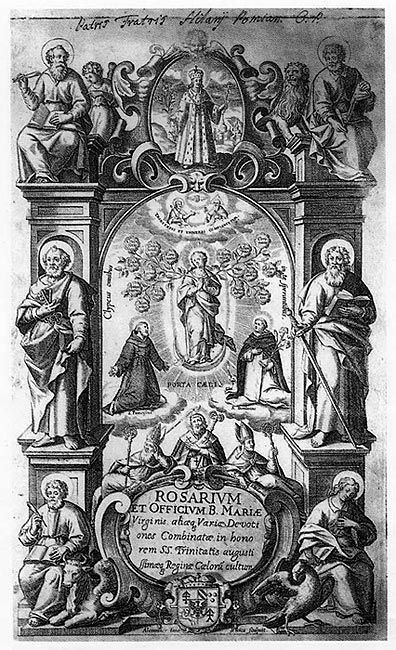
Титульний аркуш книги О. Полубинського «Rosarium» (1672—1677), гравюра Олександра Тарасевича

Гравюра в Україні з'явилася в 30-х роках XVI ст. та пов'язана зі львівським майстром Єськом, який у 1538 році друкував з різьблених дощок «колтрини» — великі паперові аркуші із зображенням святих. У XVI—XVIII ст. гравюри широко використовували для оздоблення книг. До XVII ст. друкарські форми для гравюр здебільшого виконувалися на дереві (дереворіз, дереворит, ксилографія) у техніці високого друку. Відомими майстрами дереворізу були Памво Беринда, Ілля, Никодим Зубрицький.
Гравюра на металі з'явилася в Україні в 1615 році, проте тривалий час не мала популярності, оскільки відбитки дереворізів було простіше поміщати в книги разом з текстом. Наприкінці XVII — початку XVIII ст. на металі працювали Олександр і Леонтій Тарасевичі, Іван Щирський, Іван Мігура, Данило Галяховський, Аверкій Козачківський, Григорій Левицький та ін. У XVIII ст. гравюра на металі в техніці глибокого друку вже переважала.
Оскільки наприкінці XVIII — початку XIX ст. монастирські друкарні занепадали, з'являлися приватні друкарні. Релігійна тематика гравюр змінилася світською. Техніка літографії поширилася в 1820-і у Львові, Миколаєві, Одесі, в 1830-і в Києві і Харкові. У цій техніці працювали на території України Антон Ланге, Михайло Башилов, Іван Соколов, Костянтин Трутовський, Опанас Сластіон та інші. Їхні зображення — це переважно пейзажі, історичні та побутові сцени, портрети.

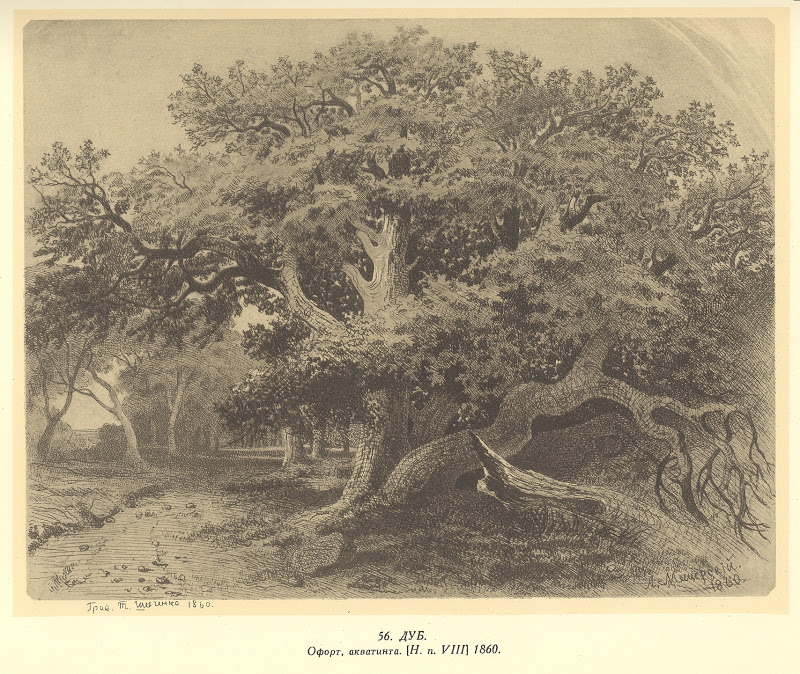
«Дуб», офорт Тараса Шевченка, між 1857 та 1861 роками

У техніці офорту в 1840 Василь Штернберґ виконав фронтиспис до 1-го видання «Кобзаря» Тараса Шевченка. Сам Тарас Шевченко володів різними видами літографії, зображаючи історичні сцени. Офорти виконували також Лев Жемчужников, Микола Мурашко, Микола Самокиш та інші.
Серед відомих українських граверів другої половини XX ст.: Віктор Ігуменцев, Григорій Гавриленко, Іван Остафійчук, Олександр Губарєв, Василь Касіян, Володимир Куткін, Георгій Малаков, Іван Батечко, Василь Перевальський, Микола Бондаренко.
За Незалежності головними осередками мистецтва гравюри в Україні є Київ, Харків, Львів, Одеса.